# Barcelona (George Ezra)
Barcelona è un singolo di George Ezra, dall'album di debutto del 2014 Wanted on Voyage il 28 agosto 2015.

## Video musicale
Il video di Barcelona è stato pubblicato dal 22 luglio 2015.

## Tracce
1. Barcelona – 3:09

1. ↑  (EN) Barcelona (George Ezra), su British Phonographic Industry. URL consultato il 10 febbraio 2024.